# Maubelo
Maubelo is een dorp in het district Kgalagadi in Botswana. De plaats telt 514 inwoners (2011).